# Clonaria beroe
Clonaria beroe är en insektsart som först beskrevs av John Obadiah Westwood 1859.  Clonaria beroe ingår i släktet Clonaria och familjen Diapheromeridae. Inga underarter finns listade i Catalogue of Life.